# Tahitiaanse voetbalbond
De FTF (volledig Fédération tahitienne de football) is de Tahitiaanse (Frans-Polynesië) voetbalbond en aangesloten bij de FIFA. De FTF werd opgericht in 1989 en erkend door de FIFA in 1990. Hun hoofdkantoor staat in Pirae, voorzitter is Eugene Haereraaroa. De FTF organiseert onder andere de Division Fédérale, de hoogste competitie voor mannen. De FTF is ook verantwoordelijk voor het Tahitiaans voetbalelftal.